# Abutilon peltatum
Abutilon peltatum är en malvaväxtart som beskrevs av Karl Moritz Schumann. Abutilon peltatum ingår i släktet klockmalvor, och familjen malvaväxter. Inga underarter finns listade i Catalogue of Life.